# مسجد فیروزآبادی
مسجد فیروزآبادی مسجدی در تهران است.
قبور شخصیتهایی چون جلال آل‌احمد و محمد همایون (بنیانگذار حسینیه ارشاد) در مسجد فیروزآبادی شهر ری در راستای آنچه بهسازی و همسان سازی قبور عنوان شده بازسازی می‌شود.
دکتر حبیب الله فیروزآبادی نوه آیت الله فیروزآبادی - واقف مسجد و بیمارستان فیروزآبادی در شهر ری - تولیت این مسجد را برعهده دارد که آن را به وحید فیروزآبادی وکالت داده است.